# Szegedi Honvéd SE
A Szegedi Honvéd SE egy megszűnt szegedi labdarúgócsapat.

## Története
Az 1948-ban alapított labdarúgóklub a behívásoknak köszönhetően három év alatt az első osztályig jutott. Az 1951-es idényben egyszerre két szegedi csapat is szerepelt az NB I-ben. A Szegedi Honvéd mellett a Szegedi Petőfi, amely a szezon végén búcsúzott az első osztálytól, míg a Honvéd a 10. helyen végzett és Szeged első számú csapata lett. Erre az idényre készült el a Szegedi Honvéd számára az új stadion a Felsővárosban (a mai Felső-Tisza parti stadion), amelynek nyitómérkőzése a Bp. Kinizsi elleni bajnoki volt, ahol 2-1-es hazai győzelem született.
A Szegedi Honvéd sem volt túl hosszú életű, hiszen az 1953-as idény után a Honvédelmi Minisztérium megszüntette a csapatot, a helyére pedig az alacsonyabb osztályban szereplő, az egyetem által támogatott Szegedi Haladást nevezték az NB I-ba. Az újonc szegedi csapat a játékosok többségét is átvette.

## Eredmények

### Élvonalbeli bajnoki szereplések
A csapat 3 alkalommal szerepelt az élvonalban 1951 és 1953-as megszűnése között.
- Magyar labdarúgó-bajnokság (1951–1953)

| Idény | Helyezés | Idény | Helyezés | Idény | Helyezés |
| ----- | -------- | ----- | -------- | ----- | -------- |
| 1951  | 10. hely | 1952  | 11. hely | 1953  | 8. hely  |

## Ismertebb játékosok
* a félkövérrel írt játékosok rendelkeznek felnőtt válogatottsággal.
| - Böjtös János - Csáki Béla - Cziráki József - Kotász Antal | - Machos Ferenc - Macsali Gyula - Mednyánszky Rudolf - Palotai János | - Sipos István - Teket László - Rábay László |  |